# Смена
Смена  је назив за совјетски 35 мм фото-апарат на филм, произвођача ЛОМО, који су се производили између 1953. и 1991. Прављене су намјеном да буду приступачне широј популацији. Направљен је био од јефтиних материјала и са потпуном ручном контролом, за време отвора бленде као и ширине. 
Прве кораке у свет фотографије је, као 16-годишњак, са Сменом 8М направио и данашњи председник Владе Русије Димитриј Медведев, који се и данас бави аматерском фотографијом.

## Модели
- Смена (први модел је био без индекса)
- Смена-2
- Смена-2M
- Смена-3
- Смена-4
- Смена-5
- Смена-6
- Смена-7
- Смена-8
- Смена-8M
- Смена-9
- Смена-19
- Смена-35
- Смена-Е
- Смена-M
- Смена-Рапид
- Смена-Символ